# Campeonato Carioca de Futebol de 2010 - Segunda Divisão
O Campeonato Carioca da Segunda Divisão de 2010 foi a 33ª edição da segunda divisão do campeonato estadual de futebol profissional do Rio de Janeiro. A competição foi organizada pela Federação de Futebol do Estado do Rio de Janeiro (FERJ).

## História
O campeonato manteve os moldes da sua edição anterior, com duas fases de disputa e a ausência de jogos eliminatórios (fases de mata-mata). Por outro lado, foi disputado em boa parte do primeiro semestre, de modo que boa parte dos jogos da primeira fase ocorreu concomitantemente à disputa da Série A.
Uma vez mais o torneio teve organização da FFERJ e a maioria dos seus jogos foi disputada no horário das 15 às 17 horas. Após a experiência inicial nas Séries B e C de 2009 e a aprovação na Série A de 2010, a parada técnica de 2 min (ocorrida na metade de cada tempo) - prática até então exclusiva da FFERJ no futebol profissional brasileiro - foi definitivamente implementada. Dentre os dezessete clubes participantes (três a menos do que no ano anterior e o menor número desde o torneio de 2005), houve a estreia de Fênix e Sampaio Corrêa na Série B, respectivamente vice-campeão e campeão do Campeonato Estadual da Série C de 2009.
Em 28 de julho, com uma rodada de antecedência, Cabofriense e Nova Iguaçu conseguiram o acesso à Série A de 2011. Assim como o America no ano anterior, a Cabofriense subia imediatamente após a queda, ficando apenas um ano no acesso. Já o Nova Iguaçu retornava após o terceiro ano disputando a Série B (fora rebaixado na Série A de 2007) - curiosamente, caiu no ano do primeiro título estadual do Século XXI do Flamengo sobre o Botafogo e subiu no ano do primeiro título estadual do Botafogo sobre o Flamengo.
Na última rodada, jogando em casa, o Tricolor da Região dos Lagos conquistou o título. Foi o terceiro título  da Série B do Campeonato Carioca conquistado pelo técnico Roy (no campeonato de 2007 vencera com o Resende e no de 2008 com o Bangu), que conquistou o seu quarto acesso numa divisão inferior de campeonato estadual do Rio de Janeiro (além dos três títulos de Série B, venceu a Série C de 2002 com o Casimiro de Abreu). O treinador, que à época também comandava o Madureira na Série D do Campeonato Brasileiro, levou a Cabofriense também ao seu terceiro título da Série B (vencera em 2002 e em 1998).
O torneio também foi marcado pelo rebaixamento, a 17 de julho de um dos maiores nomes do futebol do interior do estado do Rio de Janeiro: o Goytacaz - de Campos dos Goytacazes -, mesmo com uma vitória por 3 x 2 sobre o São Cristóvão na última rodada, caiu pela primeira vez à Terceira Divisão do futebol estadual. Junto a ele foram rebaixados o Riostrense  e o Rio das Ostras (que tinha acabado de subir) que desistiram da competição após o prazo determinado pela FFERJ e, por conseguinte, foram punidos com o descenso imediato.

## Equipes envolvidas

### Equipes desistentes
Pediram licença da competição os seguintes times: